# Feed Magazine
Feed або feedmag.com (1995–2001) - був одним із найперших онлайн-журналів, які повністю покладалися на оригінальний вміст.    

## Історія
Feed було засновано в Нью-Йорку Стефані Сайман і Стівеном Джонсоном у травні 1995 року, одним із редакторів якого був письменник Сем Ліпсайт. 
Одна з найперших щоденних публікацій журналу загального інтересу була присвячена ЗМІ, поп-культурі, технологіям, науці та мистецтву. 
Feed незабаром знайшов відданих читачів серед альтернативної читацької аудиторії і отримав схвалені відгуки критиків, але як невелике незалежне видання намагався отримати достатній прибуток від реклами.
У липні 2000 року, після різкого спаду інвестицій в Інтернет, Feed об’єднався з популярним редакційним сайтом «Suck.com», щоб створити «Automatic Media». Обидва сайти прагнули впорядкувати свою діяльність і витрачати якомога менше коштів на персонал. Їхній спільний проєкт «Plastic.com» складався лише з чотирьох співробітників. Незважаючи на вірний культ і загальну базу читачів, яка налічує понад 1 мільйон, Automatic Media та Feed припинили свою діяльність у червні 2001 року.